# 清水貞雄
清水貞雄（しみず さだお）は、日本の元スキージャンプ選手。
駒大岩見沢高校 - デサント。
全日本スキー選手権大会で2度優勝、1989年ノルディックスキー世界選手権日本代表。

## 主な競技成績
- 1983年11月23日　札幌スキー連盟会長杯ジャンプ大会少年組　優勝
- 1986年3月2日　1986年アジア冬季競技大会純ジャンプ　銀メダル
- 1988年1月17日　第27回STVカップ国際スキージャンプ競技大会　優勝
- 1988年1月30日　第15回HTBカップ国際スキージャンプ競技大会　優勝
- 1988年1月31日　第66回全日本スキー選手権大会ノルディックスキー・スペシャルジャンプ90m級兼第29回NHK杯ジャンプ大会　優勝
- 1989年1月29日　第67回全日本スキー選手権大会ノルディックスキー・スペシャルジャンプ兼第30回NHK杯ジャンプ大会　優勝
- 1989年ノルディックスキー世界選手権団体15位[1]、90m級54位[2]。

## 脚註
1. ↑  ラハティ市博物館アーカイブス：ジャンプ団体
2. ↑  ラハティ市博物館アーカイブス：ジャンプラージヒル